# Бернард I де Баллиол
Бернард I де Баллиол Старший (англ. Bernard de Balliol; умер между 1154 и 1162) — феодальный барон Байуэлл, племянник Ги I де Баллиола, наследовавший ему после смерти. Во время гражданской войны в Англии Бернард был верным сторонником короля Стефана Блуаского. В 1138 году он накануне битвы Штандартов вместе с Робертом I Брюсом безуспешно пытался убедить шотландского короля Давида I отступить. В 1141 году он принимал участие в проигранной Стефаном битве при Линкольне.
В честь Бернарда был назван замок Барнард, который начал строить ещё его дядя.

## Происхождение
Род Баллиолов происходил из Пикардии; их родовое прозвание восходит, вероятно, к названию поселения Байёль-ан-Вимё, находящегося неподалёку от Абвиля в графстве Понтье в современном французском департаменте Сомма. Связи представителей рода с Пикардией прослеживаются на протяжении восьми поколений семьи вплоть до смерти шотландского короля Эдуарда Баллиола.
В Англии Баллиолы появились в 1090-е годы, когда Ги I де Баллиол получил от короля Вильгельма II Рыжего владения в Северной Англии — на землях, выделенных из графства Нортумбрия. По мнению историка Фрэнка Барлоу, династия Баллиолов была одним из родов, представители которых получили владения в приграничных с Шотландией районах, чтобы «защищать и продвигать королевство». Владения Ги составили феодальную баронию Байуэлл. Также в состав его владений входило поместье Стоксли в Йоркшире.
У Ги не было сыновей, только дочь Авиза, которая, по непонятным причинам, унаследовала только небольшую часть отцовских владений. Основным же его наследником стал племянник — Бернард. Его отец, Гуго, сеньор де Байёль и де Элинкур, судя по всему, был сташим братом Ги. Кроме Бернарда его сыновьями были Ральф, Ангерран, Хью, Джосселин и, возможно, Уильям де Баллиолы.

## Биография

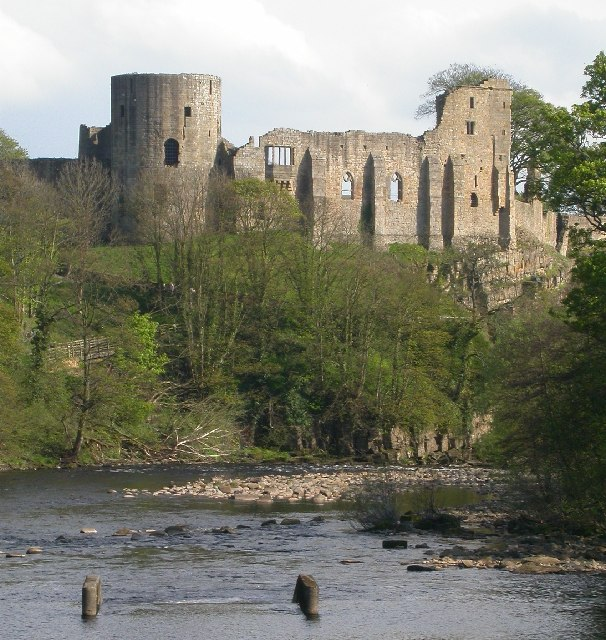
Руины замка замка Барнард, названного в честь Бернарда I де Баллиола

Впервые Бернард упоминается в качестве свидетеля хартии, датированной между 1112 и 1122 годами, согласно которой его дядя Ги вместе с женой Диониссией сделал дарение аббатству Святой Марии в Йорке. Также согласно хартии, датированной между 1132 и 1153 годами он подтвердил сделанное дядей пожертвование.
В 1130 году Бернард упоминается в казначейском свитке в качестве землевладельца в Нортумберленде и Йоркшире. К этому времени он унаследовал владения дяди.
Во время вторжения в Северную Англию шотландского короля Давида I в 1138 году Балиол отказался от личной клятвы верности, данной в 1135 году императрице Матильде. Перед битвой Штандартов Бернард был послан с другим северным бароном, Робертом I Брюсом, чтобы отговорить того переправляться через реку Тис в Йоркшире, а отступить, однако сделать это им не удалось. Брюс, который одновременно был вассалом и английского, и шотландского королей, после этого отказался от феодальной присяги Давиду I. При этом Бернард, в отличие от Роберта, личных владений в Шотландии не имел.
Во время гражданской войны в Англии Бернард был верным сторонником короля Стефана Блуаского. В 1141 году он на стороне короля участвовал в битве при Линкольне; в ней королевская армия была разбита, а Бернард вместе с королём попал в плен к императрице Матильде. Также его владения подвергались грабежу Уильямом Комином, который в 1141—1144 году пытался узурпировать Даремскую епархию.
Бернард считается строителем замка, в честь него названного Барнард (лат. Castrum Bernardi) в Тисдейле (графство Дарем). Однако, судя по всему, начал его строить ещё Ги I, его дядя, а закончил строительство его сын Бернард II Младший. Позже вокруг замка вырос город Барнард Касл. Сам же замок стал главной резиденцией Бернарда и его наследников.
Бернард часто бывал при Шотландском дворе, поскольку он засвидетельствовал многие хартии короля Давида I.
Точный год смерти Бернарда неизвестен. Последней раз он упоминается в хартии, датированной 27 апреля 1147 года, согласно которой Бернард в Париже в присутствии папы Евгения III подарил земли в Хитчине (Хартфордшир) ордену тамплиеров. Кроме того, незадолго до 1150 года он передал «своему родственнику» Жерольду де Дюмару владение в Факстоне (Нормандия) в обмен на все земли, которыми отец Жерольда держал от него за границей; размер этих владений составлял 4 рыцарских фьефа; в качестве свидетелей хартии упоминаются трое сыновей Бернарда — Ги, Бернар Младший и Ингрэм (Ингельран).
Ивор Сандерс и вслед за ним Кэтрин Китс-Роэн считают, что он умер около 1150 года, когда он был упомянут в последний раз в хартии о пожертвовании монастырю Келсо; Дж. Мориарти указывает в качестве возможного года смерти 1153, а Джеффри Стил — период между 1154 и 1162 годами.
Поскольку старший сын Бернарда, Ингельран, судя по всему умер раньше отца, то наследником его владений в Англии стал второй из сыновей, Ги II, а земли в Пикардии унаследовал следующий из сыновей, Эсташ.
Впрочем, оба они не оставили наследников, поэтому земли Баллиолов в Англии и Пикардии перешли к их младшему брату Бернарду II.

## Брак и дети
Жена: Матильда. Дж. Мориарти полагает, что она могла происходить из семьи Ги де Бовенкура, арендатора Баллиолов Уэстердейле, поскольку именно Баллиолы унаследовали его земли. Дети:
- Ингельран де Баллиол (умер до 1150)[5].
- Ги II де Баллиол (умер до 1167), феодальный барон Байуэлла и Барнард-Касла с 1154/1162 года[5].
- Эсташ де Баллиол (умер после 1166), наследник владений Балиолов в Пикардии с 1154/1162 года[5].
- Бернард II де Баллиол Младший (умер около 1090), феодальный барон Байуэлла и Барнард-Касла до 1167 года[5][17].
- Авиза де Баллиол[5].